# Culpeper
Culpeper is een plaats (town) in de Amerikaanse staat Virginia, en valt bestuurlijk gezien onder Culpeper County.

## Demografie
Bij de volkstelling in 2000 werd het aantal inwoners vastgesteld op 9664.
In 2006 is het aantal inwoners door het United States Census Bureau geschat op 13.011, een stijging van 3347 (34.6%).

## Geografie
Volgens het United States Census Bureau beslaat de plaats een oppervlakte van
17,5 km², waarvan 17,4 km² land en 0,1 km² water.

## Plaatsen in de nabije omgeving
De onderstaande figuur toont nabijgelegen plaatsen in een straal van 36 km rond Culpeper.

## Geboren
- Ambrose Powell Hill (1825-1865), beroepsofficier en Zuidelijke generaal tijdens de Amerikaanse Burgeroorlog